# ساووآ
شهرستان ساووآ یا سَوُوآ (به فرانسوی: Savoie) در ناحیه اوورنی-رون-آلپ در کشور فرانسه واقع شده‌است. در رشته‌کوه آلپ قسمت فرانسه واقع شده‌است. در سال ۲۰۱۶، ۴۲۹٫۶۸۱ نفر جمعیت داشته‌است.